# Bahtit
Bahtit – wieś w Egipcie, w muhafazie Asz-Szarkijja. W 2006 roku liczyła 10 904 mieszkańców.